# Kiril Bozinovski
Kiril Bozinovski  (* 24. Mai 1980 in Skopje) ist ein mazedonischer Politiker. Seit 2011 bekleidet er das Amt des Generalsekretärs der mazedonischen Regierungspartei VMRO-DPMNE. Bozinovski gilt als Kenner seiner Partei. Vor seiner Tätigkeit als Generalsekretär war er im Bereich für auswärtige Beziehungen und als Berater des Parteivorstands sowie auf kommunalpolitischer Ebene in der Kommune Gazi Baba, die zur Hauptstadt Skopje gehört, aktiv.